# Кастело д'Арђиле
Кастело д'Арђиле (итал. Castello d'Argile) је насеље у Италији у округу Болоња, региону Емилија-Ромања.
Према процени из 2011. у насељу је живело 3778 становника. Насеље се налази на надморској висини од 19 м.

## Становништво
| 1951. | 1961. | 1971. | 1981. | 1991. | 2001. | 2011. |
| ----- | ----- | ----- | ----- | ----- | ----- | ----- |
| 4.064 | 3.289 | 3.030 | 3.092 | 3.669 | 5.051 | 6.458 |